# Garvald (East Lothian)
Pour les articles homonymes, voir Garvald.
Garvald est un village situé dans l’East Lothian, en Écosse.